# Партене (округ)
Округ Партене (фр. Arrondissement de Parthenay) — округ у Франції, в департаменті Де-Севр. 2023 року округ об'єднував 78 муніципалітетів, населення становило 65 507 осіб.
Адміністративний центр (супрефектура) — Партене.

## Муніципалітети
Список муніципалітетів округу та їхні коди INSEE:
1. Авай-Туарсе (79022)
2. Адії (79002)
3. Азе-сюр-Туе (79025)
4. Аллонн (79007)
5. Амаю (79008)
6. Арден (79012)
7. Ассе-ле-Жумо (79016)
8. Беньон-Тірей (79077)
9. Беселеф (79032)
10. Больє-су-Партене (79029)
11. Буссе (79047)
12. Валь (79339)
13. Верну-ан-Гатін (79342)
14. Веррюї (79345)
15. В'єнне (79347)
16. Воссеру (79340)
17. Вотебі (79341)
18. Вуе (79354)
19. Гурже (79135)
20. Ду (79108)
21. Ерво (79005)
22. Іре (79141)
23. Клаве (79092)
24. Ксентре (79357)
25. Кулонж-сюр-л'Отіз (79101)
26. Кур (79104)
27. Ла-Буассєр-ан-Гатін (79040)
28. Ла-Пейратт (79208)
29. Ла-Феррієр-ан-Партене (79120)
30. Ла-Шапель-Батон (79070)
31. Ла-Шапель-Бертран (79071)
32. Лажон (79145)
33. Ле-Бюссо (79059)
34. Ле-Грозеє (79139)
35. Ле-Ретай (79226)
36. Ле-Таллю (79322)
37. Ле-Форж (79124)
38. Ле-Шательє (79105)
39. Ле-Шію (79089)
40. Луен (79156)
41. Лумуа (79149)
42. Мазьєр-ан-Гатін (79172)
43. Мезонтьє (79165)
44. Менігут (79176)
45. Обіньї (79019)
46. Ору (79197)
47. Памплі (79200)
48. Партене (79202)
49. Помпер (79213)
50. Прессіньї (79218)
51. Пунь-Ериссон (79215)
52. Пюїарді (79223)
53. Реффанн (79225)
54. Секондіньї (79311)
55. Сен-Жермен-де-Лонг-Шом (79255)
56. Сен-Жерм'є (79256)
57. Сен-Жорж-де-Нуане (79253)
58. Сен-Кристоф-сюр-Рок (79241)
59. Сен-Лен (79267)
60. Сен-Лор (79263)
61. Сен-Лу-Ламере (79268)
62. Сен-Марк-ла-Ланд (79271)
63. Сен-Мартен-дю-Фую (79278)
64. Сен-Мексан-де-Беньє (79269)
65. Сен-Парду-Сутьє (79285)
66. Сен-Помпен (79290)
67. Сент-Обен-ле-Клу (79239)
68. Сент-Уенн (79284)
69. Сіє (79309)
70. Соре (79306)
71. Сюрен (79320)
72. Тенезе (79326)
73. Фе-сюр-Арден (79117)
74. Фенері (79118)
75. Феніу (79119)
76. Фомперрон (79121)
77. Шамденьє-Сен-Дені (79066)
78. Шатійон-сюр-Туе (79080)